# Phrantela pupiformis
Phrantela pupiformis é uma espécie de gastrópode  da família Hydrobiidae.
É endémica da Austrália.